# Wesnianka (obwód kirowohradzki)
Wesnianka (ukr. Веснянка) – wieś na Ukrainie, w obwodzie kirowohradzkim, w rejonie dobrowełyczkiwskim. W 2024 roku liczyła 172 mieszkańców.